# Standard d'impression
Vous pouvez aider à l'améliorer ou bien discuter des problèmes sur sa page de discussion.
- Il n’est pas rédigé dans un style encyclopédique. (Marqué depuis mai 2025)
- Il est orphelin : moins de trois articles lui sont liés. Aidez à ajouter des liens en plaçant le code [[Standard d'impression]] dans les articles relatifs au sujet. (Marqué depuis mai 2025)

Le standard d'impression est la normalisation des critères d'impression propres à l'offset.
Afin de rendre la chaîne de production plus « industrielle » et de permettre aux divers intervenants de mieux anticiper le résultat final, il s'est avéré nécessaire de déterminer ce qu'il était normal de pouvoir exiger à l'imprimeur en termes de résultat pour pouvoir préparer en aval le travail de manière adéquate.
L'étude approfondie des différentes étapes et composants de l'imprimerie et la mise en place d'outils de contrôle a permis d'établir une norme dénommée « Standard d'Impression Offset ». Cette norme détermine des valeurs assorties de tolérances qui s'appliquent aux travaux réalisés en quadrichromie. Ces valeurs concernent :
- la colorimétrie des encres à utiliser (gamme européenne unifiée pour l'Europe) ;
- la charge d'encre (densité de l'aplat) ;
- l'élargissement du point de trame mesuré au 50 % ;
- le trapping, ou prise d'une encre sur la précédente ;
- l'équilibre des primaires ou balance des gris ;
- des tolérances appliquées à ces valeurs et qui peuvent différer selon le papier utilisé (couché ou non couché) et l'utilisation de plaques positives ou négatives.

Plusieurs entreprises (chercheurs, fournisseurs, imprimeurs, éditeurs, régies publicitaires, photograveurs, etc.) ont collaboré longuement et dans plusieurs pays pour déterminer et faire accepter cette norme qui a considérablement fait évoluer la qualité globale de l'imprimerie offset[réf. nécessaire].